# بس آرمسترانگ
الیزابت کی "بس" آرمسترانگ (انگلیسی: Elizabeth Key "Bess" Armstrong؛ زادهٔ ۱۱ دسامبر ۱۹۵۳) یک هنرپیشه اهل ایالات متحده آمریکا است. وی از سال ۱۹۷۵ میلادی تاکنون مشغول فعالیت بوده‌است.
او در فیلم هیچ‌چیز مشترک، پیکر و سریال مام بازی کرده‌است.